# Landrake with St Erney
Landrake with St Erney – gmina (civil parish) w Anglii, w Kornwalii. Leży 95 km na wschód od miasta Penzance i 316 km na zachód od Londynu.